# Dane Suttle
Dane Lee Suttle (Los Ángeles, California, 9 de agosto de 1961) es un exjugador de baloncesto estadounidense que disputó dos temporadas en la NBA, además de jugar en la liga australiana. Con 1,91 metros de estatura, jugaba en la posición de escolta.

## Trayectoria deportiva

### Universidad
Jugó durante cuatro temporadas en los Waves de la Universidad Pepperdine, en las que promedió 17,9 puntos y 2,6 rebotes por partido. en sus dos últimas temporadas fue incluido en el mejor quinteto de la West Coast Conference, ganando además el galardón de Jugador del Año en 1983.

#### Estadísticas
| Temporada | Equipo     | Conf. | Partidos | MIN  | TC   | TCA  | %TC  | TL  | TLA | %TL  | REB | ASIS | ROB | TAP | PER | FP  | PTS  |
| 1979-80   | Pepperdine | WCC   | 20       | 13.0 | 2.3  | 4.6  | .505 | 1.8 | 2.3 | .783 | 1.9 |      | 0.5 | 0.2 | 1.1 | 1.5 | 6.4  |
| 1980-81   | Pepperdine | WCC   | 28       | 28.2 | 6.4  | 11.8 | .545 | 2.3 | 2.9 | .788 | 2.5 |      | 1.3 | 0.1 | 2.8 | 3.3 | 15.1 |
| 1981-82   | Pepperdine | WCC   | 28       | 33.2 | 6.6  | 12.5 | .530 | 3.6 | 4.4 | .813 | 2.7 |      | 0.8 | 0.1 | 3.1 | 4.3 | 16.9 |
| 1982-83   | Pepperdine | WCC   | 19       | 53.6 | 14.0 | 26.2 | .535 | 7.5 | 8.9 | .835 | 3.3 |      | 1.7 | 0.1 | 5.5 | 4.3 | 35.7 |
| Total     | Pepperdine |       | 95       | 31.5 | 7.1  | 13.4 | .534 | 3.6 | 4.4 | .814 | 2.6 |      | 1.1 | 0.1 | 3.1 | 3.4 | 17.9 |

### Profesional
Fue elegido en el puesto 152 del Draft de la NBA de 1983 por Kansas City Kings, quienes tras descartarlo en un primer momento, finalmente lo ficharon por una temporada. Pero contó muy poco para su entrenador, Cotton Fitzsimmons, que lo alineó en 40 partidos, promediando 6,5 puntos y 1,2 rebotes.
Al año siguiente renovó por dos temporadas, pero fue despedido en el mes de diciembre. En 1985 fichó por los Geelong Supercats de la liga australiana, donde jugó una temporada en la que promedió 33,2 puntos y 5,5 asistencias por partido. Su récord de anotación fue de 48 puntos, que logró en dos ocasiones, ante  Adelaide 36ers y Coburg Giants respectivamente.
Trató de regresar a la NBA en 1987 probando con los Houston Rockets, pero fue finalmente descartado.

## Estadísticas de su carrera en la NBA

### Temporada regular
| Temporada | Edad | Equipo            | Liga | P  | TIT | MIN  | TC  | TCA | %TC  | 3P  | 3PA | %3P  | TL  | TLA | %TL   | R.OF. | R.DEF. | REB | ASIS | ROB | TAP | PER | FP  | PTS |
| 1983-84   | 22   | Kansas City Kings | NBA  | 40 | 1   | 11.7 | 2.7 | 5.4 | .509 | 0.0 | 0.1 | .000 | 1.0 | 1.2 | .851  | 0.5   | 0.6    | 1.2 | 1.2  | 0.5 | 0.0 | 0.8 | 1.2 | 6.5 |
| 1984-85   | 23   | Kansas City Kings | NBA  | 6  | 0   | 4.0  | 1.0 | 2.2 | .462 | 0.0 | 0.2 | .000 | 0.3 | 0.3 | 1.000 | 0.0   | 0.5    | 0.5 | 0.3  | 0.2 | 0.0 | 0.2 | 0.5 | 2.3 |
| Total     |      |                   | NBA  | 46 | 1   | 10.7 | 2.5 | 4.9 | .507 | 0.0 | 0.1 | .000 | 0.9 | 1.1 | .857  | 0.5   | 0.6    | 1.1 | 1.0  | 0.5 | 0.0 | 0.7 | 1.1 | 5.9 |